# James Hargreaves

Modell av den första Spinning Jenny

James Hargreaves, född 1720, död 22 april 1778, var en engelsk vävare, snickare och uppfinnare. Hargreaves är mest känd som uppfinnaren av spinnmaskinen Spinning Jenny  som enligt en (troligen felaktig) historia är döpt efter hans dotter.
När uppfinningen kom gjorde det att spinnerierna kunde mekaniseras, vilket i sin tur ledde till att många spinnare friställdes. Detta ledde till omfattande kritik mot Hargreaves. Senare uppfanns "Mulan" som var en blandning av Spinning Jenny och Richard Arkwrights spinnmaskin av Samuel Crompton år 1779.